# مبارکشاه میرزاشاهوف
مبارکشاه عبدالوهابویچ میرزاشاهوف (به فارسی تاجیکی: Муборакшо Абдулваҳҳобович Мирзошоев) که بیشتر با نام مبارکشاه یا میشا شهرت دارد، خواننده، ترانه‌سرا و بازیگر پامیری اهل تاجیکستان بود که در کنار دلیر نظروف از پیشگامان موسیقی راک تاجیک شناخته شده است. مبارکشاه نخستین خوانندهٔ ترانه‌های معروف «سبزه به ناز می‌آید» و «ای یارم بیا» است که از ترانه‌های محلی ناحیهٔ روشان می‌باشد.

## زندگی
مبارکشاه در ۱۹ اوت سال ۱۹۶۱ در ناحیهٔ روشان از ایالت خودمختار بدخشان کوهستانی در تاجیکستان شوروی زاده شد. فعالیت او در زمینهٔ موسیقی در دوران کمونیسم و پیش از جنگ داخلی تاجیکستان شروع شد. با شروع جنگ داخلی، به قزاقستان رفت و هنگام بازگشت با استقبال گرمی روبرو شد. وی در ۸ فوریهٔ ۲۰۰۰ در سن ۳۸سالگی و در شهر دوشنبه درگذشت. شایعاتی مرگ او را به مصرف مواد مخدر ربط دادند اما بسیاری گفته‌اند که مبارکشاه در یک عروسی کشته شد. رستم شاه‌عظیم کارگردان نماهنگ‌های وی می‌گوید که فقط می‌داند که مبارکشاه به مواد مخدر ارتباطی نداشته است. او در زمان درگذشت دو فرزند داشت.

## آلبوم‌شناسی
با وجود محبوبیت، مبارکشاه هرگز در طول عمر خود آلبوم رسمی منتشر نکرد. هرچند در سال ۱۹۹۷ دو آلبوم غیررسمی تحت عنوان جیری-۱ و جیری-۲ (بدون اجازهٔ دلیر نظروف یا مبارکشاه) منتشر شد که اولین آلبوم عمدتاً شامل آثار دلیر نظروف (به جز یکی) بود و آلبوم دوم ۱۳ ترانه از مبارکشاه از جمله ترانهٔ «ای یارُم بیا» را شامل می‌شد. این ترانه بعدها توسط نوش‌آفرین، گروه کیوسک و محسن نامجو بازخوانی شد و در ایران محبوبیت زیادی یافت.